# Barstyčiai

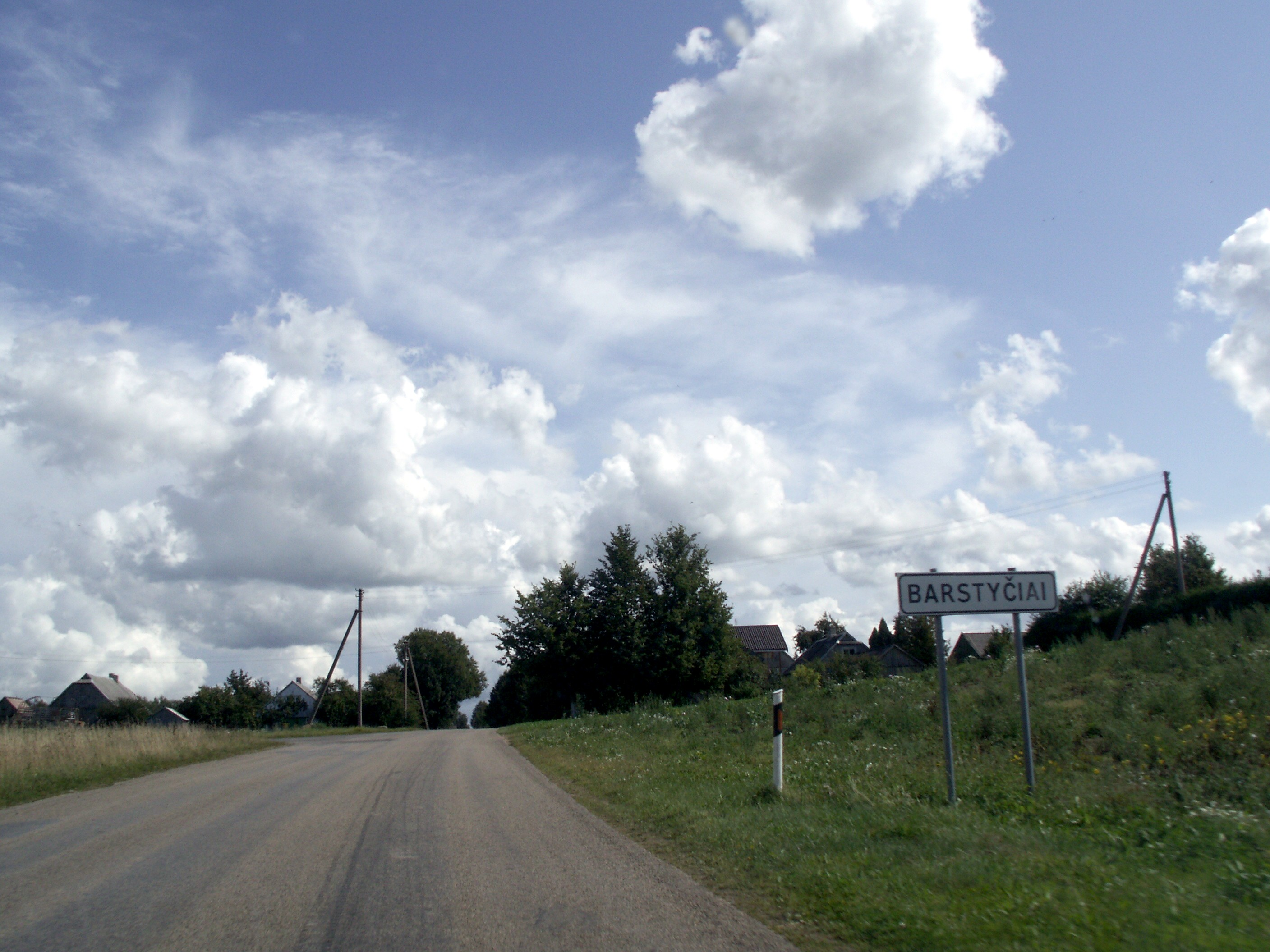
Ortseinfahrt

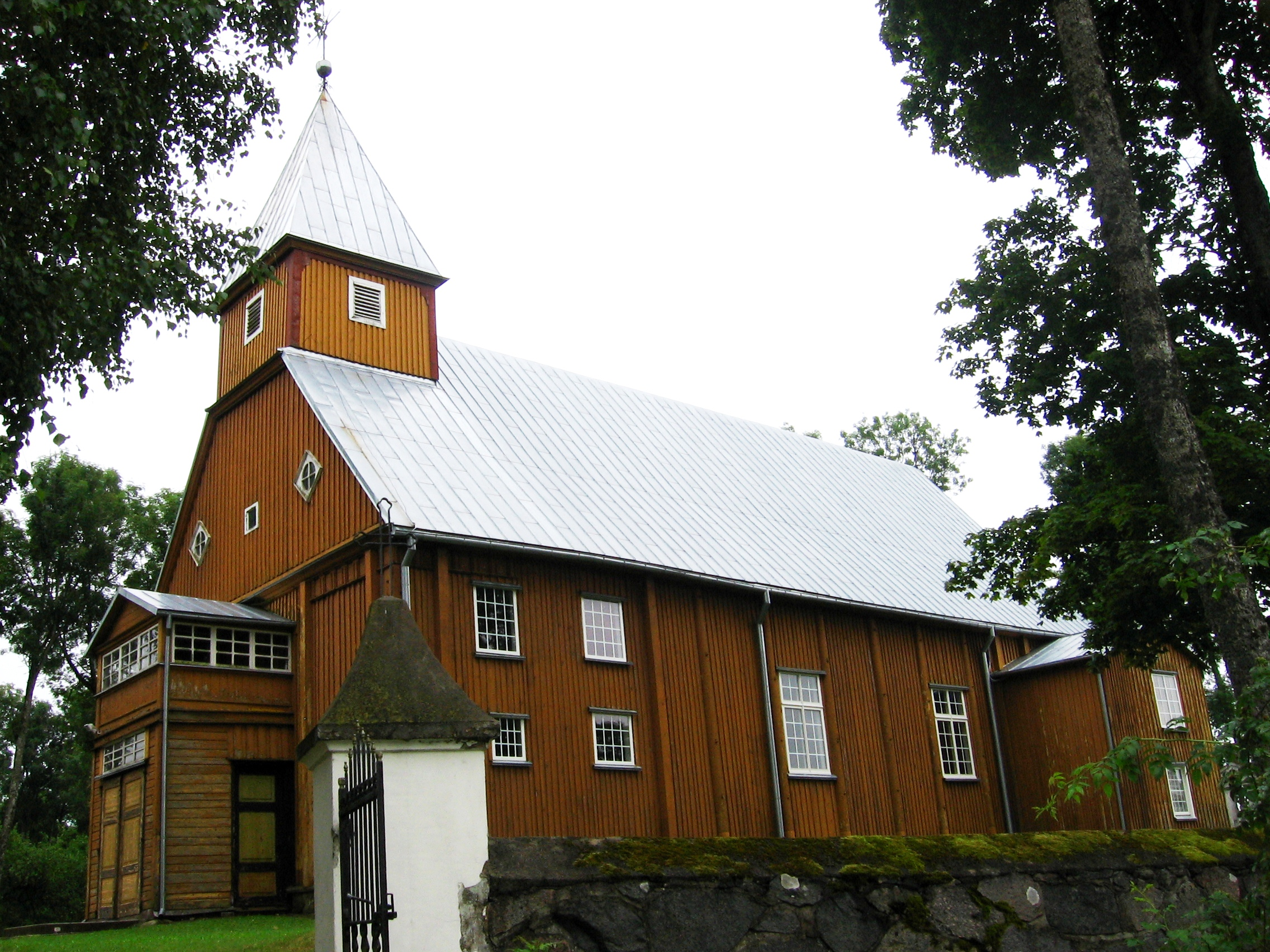
Katholische Kirche von Barstyčiai

Barstyčiai (Jegminsburg) ist ein Städtchen (miestelis) in der Rajongemeinde Skuodas, Bezirk Klaipėda in Litauen. Es liegt 12 km westlich von Seda. Es ist das Zentrum des Amtsbezirks Barstyčiai mit einer katholischen Kirche (erbaut 1906–1908), einer Mittelschule, einem Kinderheim, einer Bibliothek (seit 1953), einem Postamt (LT-98014) und dem Barstyčiaisee.
1558 wurde das Dorf Barstyčiai urkundlich erwähnt. Seit 1788 gibt es eine Kirche, seit 2011 ein Wappen.